# Parahancornia amara
Parahancornia amara là một loài thực vật có hoa trong họ La bố ma. Loài này được (Markgr.) Monach. mô tả khoa học đầu tiên năm 1944.